# Chlumánky
Chlumánky (německy Chlumanek) jsou malá vesnice, část obce Vlčtejn v okrese Plzeň-jih v Plzeňském kraji. Nachází se asi půl kilometru jihovýchodně od Vlčtejna. Je zde evidováno 15 adres. V roce 2011 zde trvale žilo dvanáct obyvatel.
Chlumánky leží v katastrálním území Vlčtejn o výměře 4,01 km².

## Historie
První písemná zmínka o vesnici pochází z roku 1379.

## Obyvatelstvo
| Rok            | 1869 | 1880 | 1890 | 1900 | 1910 | 1921 | 1930 | 1950 | 1961 | 1970 | 1980 | 1991 | 2001 | 2011 | 2021 |
| -------------- | ---- | ---- | ---- | ---- | ---- | ---- | ---- | ---- | ---- | ---- | ---- | ---- | ---- | ---- | ---- |
| Počet obyvatel | 71   | 77   | 78   | 81   | 78   | 82   | 75   | 56   | 51   | 43   | 26   | 19   | 20   | 12   | 21   |
| Počet domů     | 10   | 15   | 15   | 15   | 15   | 14   | 14   | 16   | 16   | 12   | 12   | 13   | 12   | 14   | 13   |

## Obecní správa
Při sčítání lidu v letech 1850–1975 Chlumánky byly osadou obce Vlčtejn, se kterým patřily nejprve do okresu Plzeň, ale v roce 1950 v okrese Blovice a od roku 1960 v okrese Plzeň-jih. Od 1. ledna 1976 do 31. srpna 1990 byly částí obce Zdemyslice v okrese Plzeň-jih. Od 1. září 1990 jsou opět částí obce Vlčtejn v okrese Plzeň-jih.